# Al-Mohager
Al-Mohager (àrab: المهاجر, Al-muhājir, ‘L’emigrant’) és una pel·lícula egípcia del 1994 de Youssef Chahine. La pel·lícula figura a les 100 millors pel·lícules egípcies.
L'estrena d'aquesta pel·lícula, que es basa lliurement en la història del Josep bíblic, va provocar una tempesta de protestes, ja que l'islam prohibeix la representació visual de figures religioses. I això, malgrat que Chahine va canviar els noms de tots els personatges i va despullar la història de tots els seus elements sobrenaturals i miraculosos: Josep es converteix en Ram, Jacob es converteix en Adam, Putifar es converteix en Amihar i l'esposa de Putifar, sense nom a la Bíblia, es converteix en Simihit, la gran sacerdotessa del culte d'Amon. De fet, Josep/Ram no avança per una capacitat miraculosa per rebre i interpretar somnis, sinó pels seus mèrits personals.
Després d'aconseguir totes les aprovacions necessàries de les autoritats de censura, la pel·lícula va funcionar amb èxit al cinema egipci fins que una demanda iniciada per un advocat islamista fonamentalista va provocar una prohibició temporal d'exhibició. Després d'una batalla judicial d'un any, Chahine va guanyar el cas, només per enfrontar-se a una segona prohibició com a resultat d'una demanda iniciada per un advocat cristià que es va oposar a les moltes desviacions de la pel·lícula del relat bíblic.

## Argument
En aquesta pel·lícula, el jove Ram és un pensador que ha crescut en una societat primitiva i supersticiosa, odiat pels seus germans i sospitós de bruixeria. Insatisfet amb l'estil de vida nòmada de la seva família, somia amb viatjar a Egipte per estudiar agricultura. Avisat pel seu coneixement del temps, salva els ramats de la família d'una tempesta de sorra destructiva, i aconsegueix convèncer el seu pare perquè el deixi marxar cap a Egipte. Els seus germans grans viatgen amb ell, però al moll d'embarcacions el lliguen, el noquegen i l'aboquen a la bodega d'un vaixell que viatja cap a Egipte. Quan es desperta, és descobert per la família del propietari del vaixell, que té la intenció de vendre'l com a esclau. Li van fer saber a Ram que aquesta venda seria la seva oportunitat d'entrar al servei d'una família poderosa, ja que l'home a qui el volen vendre, Ozir, és ajudant d'Amihar, el cap militar de Tebes. Ram participa activament en la negociació per aconseguir el millor preu possible per a la seva compra. Els seus primers mesos com a esclau són una decepció, però, ja que se l'assigna per ajudar a la momificació dels cossos en lloc d'aprendre sobre l'agricultura. Ram no té por d'expressar el seu menyspreu per l'obsessió egípcia per la mort i la preservació de les seves restes mortals, i afirma la seva creença en un sol Déu i la immortalitat de l'ànima independent del cos. L'Amihar està impressionat per l'honestedat d'en Ram, li agrada personalment el jove i li dona l'oportunitat de convertir un tram de terra erm en una granja. A través d'una combinació de treball dur, bona mentoria i una mica de sort, Ram té èxit en aquest esforç.
Ram es veu atrapat en una malla entrellaçada d'intrigues sexuals, polítiques i religioses. La relació de Ram amb Simihit i Amihar és molt més complexa que en la versió bíblica de la història. Amihar és un eunuc, un antic guàrdia d'harem. El seu matrimoni amb Simihit, antiga princesa d'una nació vençuda, va ser al principi una simple maniobra política, però més tard va arribar a cuidar-la profundament. Ram crida l'atenció de Simihit. Com a la Bíblia, quan Simihit és atrapada després de fer avenços cap a Ram, intenta tapar les seves petjades acusant Ram d'intent de violació. Amihar no la creu necessàriament. Li pregunta a Ram què va passar, però Ram defensa amb fermesa l'honor de Simihit, no deixant a Amihar més remei que tancar-lo a la presó. La Simihit està profundament afectada per la voluntat de Ram d'acceptar la presó en lloc de revelar el seu intent d'infidelitat i renuncia a la seva acusació, confessant la veritat. Després de l'alliberament de Ram, es veu involucrat en una lluita pel poder entre els rics seguidors d'Amon, cap del tradicional panteó egipci, contra els seguidors oprimits d'Aton, déu de l’heretgia atenista monoteista. Tot i que Simihit és una sacerdotessa d'Amon, és una convertida secreta al culte d'Aton. Durant aquests problemes, Ram és ferotgement lleial tant a Simihit com a Amihar, i la seva lleialtat es veu recompensada pel seu alliberament de l'esclavitud. Durant els anys següents, augmenta l'estatus, pren una dona egípcia i es converteix en un assessor de confiança del Faraó. Hi ha una gran fam i els germans de Josep apareixen demanant menjar. Ram juga amb els seus germans abans de revelar la seva identitat i es reconcilien. La pel·lícula acaba amb Ram i la seva família viatjant de tornada a la seva terra natal i reunint-se amb el seu pare.

## Repartiment
- Khaled El Nabawy : Ram
- Michel Piccoli : Adam
- Yousra : Simihit
- Mahmoud Hemeida : Amihar
- Safia el-Emary : Basma

## Detalls tècnics
La pel·lícula té una durada de 128 minuts, compta amb una partitura simfònica de Mohamed Nouh i barreja plans d'escenari i d'ubicació, amb alguns efectes especials d'Excalibur. Ramses Marzouk va fer el treball de càmera, Rachida Abdel-Salam va fer d'editor de pel·lícules, Hamed Hemdan va fer la direcció artística, Nahed Nasrallah es va ocupar del disseny de vestuari, Dominique Hennequin es va ocupar del so, Walid Aouni va fer la coreografia i Ahmed Kassem va fer d'assistent de direcció.